# Hvanneyri
Hvanneyri är en ort i republiken Island. Den ligger i regionen Västlandet, i den västra delen av landet, 50 km norr om huvudstaden Reykjavik. Antalet invånare är 298 (1 januari 2023). Hvanneyri ligger 80 km norr om Reykjavik, i kommunen Borgarbyggð. Orten är ett jordbrukscentrum, känt för sin jordbrukshistoria. I Hvanneyri finns också Islands jordbruksuniversitet.